# Eduard Thurneysen
Eduard Thurneysen (Walenstadt, 10 de julho de 1888 - Basileia, 21 de agosto de 1974) foi um teólogo e pastor luterano alemão. Foi, ao lado de Karl Barth (seu amigo de juventude), um dos representantes iniciais da teologia dialética. Além de estudos na área do Novo Testamento e da teologia pastoral, Thurneysen foi um comentarista da produção literária de Dostoiévski.

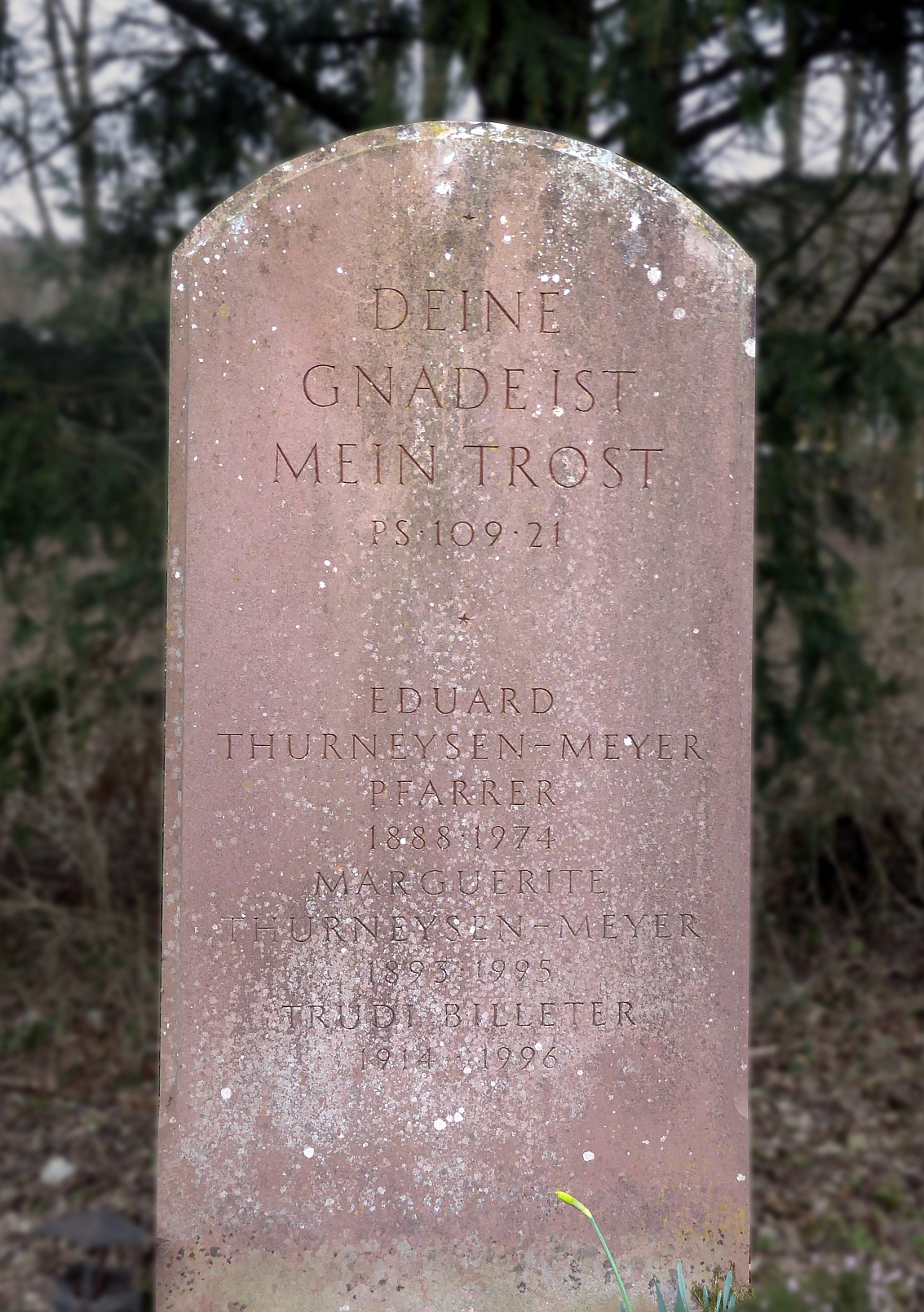
Sepultura no Friedhof am Hörnli